# András Vadász
András Vadász (ur. 1 listopada 1992) − węgierski bokser, brązowy medalista Mistrzostw Unii Europejskiej 2004 w Madrycie, mistrz Węgier z roku 2012 oraz wicemistrz z roku 2013 i 2014, brązowy medalista Grand Prix Czech w roku 2014.

## Kariera
W listopadzie 2009 roku zwyciężył w memoriale im. Juliusa Tormy w Pradze. W finale pokonał na punkty reprezentanta Słowacji Davida Zolda.
W październiku 2013 rywalizował na Mistrzostwach Świata 2013 w Ałmaty. W 1/32 finału kategorii lekkopółśredniej pokonał na punkty reprezentanta Kajmanów Kendalla Ebanksa. Udział zakończył na 1/16 finału, przegrywając na punkty z reprezentantem Rosji Armenem Zakarianem. Na Mistrzostwach Unii Europejskiej 2014 w sierpniu zdobył brązowy medal w kategorii lekkopółśredniej. W 1/8 finału pokonał reprezentanta Turcji Yasina Yilmaza. W ćwierćfinale pokonał niejednogłośnie na punkty Polaka Kazimierza Łęgowskiego, zapewniając sobie miejsce na podium. W półfinale przegrał na punkty z Bułgarem Airinem Ismetowem
W lutym 2015 doszedł do finału turnieju im. Istvana Bocskaia w Debreczynie.